# Casa para dos
Casa para dos fue una serie de televisión, con guiones de Juan José Alonso Millán, emitida por la cadena de televisión Telecinco en 1995.

## Argumento
Sofía y Ramón son un matrimonio de actores, con caracteres diametralmente opuestos. Un buen día, Ramón decide abandonar el mundo del espectáculo para dedicarse a participar en concursos televisivos para desesperación de su esposa.